# San Juan (Abra)
San Juan (Bayan ng San Juan, Abra) är en kommun i Filippinerna. Kommunen ligger på ön Luzon, och tillhör provinsen Abra. Folkmängden uppgår till 9 714 invånare.

## Barangayer
San Juan är indelat i 19 barangayer.
| - Abualan - Ba-ug - Badas - Cabcaborao - Colabaoan - Culiong - Daoidao - Guimba - Lam-ag - Lumobang | - Nangobongan - Pattaoig - Poblacion North - Poblacion South - Quidaoen - Sabangan - Silet - Supi-il - Tagaytay |